# Zgrada Šimac u Trogiru
Zgrada Šimac nalazi se u Trogiru, na Putu Balana.

## Opis
Zgrada-konjušnica na Čiovu je kamena prizemnica s potkrovljem u kojemu je bila kuhinja s kaminom i napom. Tri drvena stupa čine pregrade za konje u prizemlju. Zgrada je izvedena u jednostavnom stilu rustičnog pučkog graditeljstva.

## Zaštita
Pod oznakom RST-988, rj.br.: 17/3-1978 zavedena je kao nepokretno kulturno dobro - pojedinačno, pravna statusa zaštićena kulturnog dobra, klasificirano kao "profana graditeljska baština".